# Brigid Guinnessová

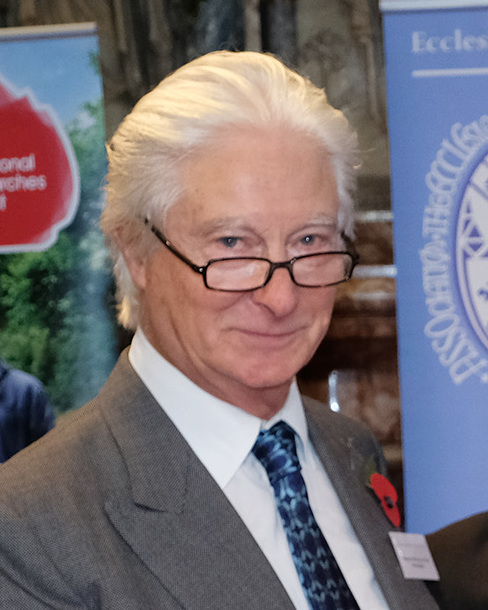
Princ Mikuláš, nejstarší dítě lady Brigid

Lady Brigid Katharine Rachel Guinnessová (30. července 1920 – 8. března 1995) byla nejmladší dcera Ruperta Guinnesse, 2. hraběte z Iveaghu, a manželka prince Fridricha Pruského, vnuka Viléma II., německého císaře.

## Mládí
Brigid se narodila v Londýně jako páté dítě a nejmladší dcera Ruperta Guinnesse, 2. hraběte z Iveaghu (1874–1967, syn Edwarda Guinnesse, 1. hraběte z Iveaghu), a jeho manželky lady Gwendolen Onslowové (1881–1966, dcera Williama Onslowa, 4. hrabě Onslow). Patřila do rodiny Guinnessových, irských protestantů známých svými úspěchy v oblastech pivovarnictví, bankovnictví, politice a diplomacii.
Za druhé světové války sloužila jako pomocná zdravotní sestra. Zde se seznámila se svým budoucím manželem princem Fridrichem Pruským, když se zranil při nehodě traktoru.

## Manželství
Brigid se 30. července 1945 provdala v Little Hadham v Hertfordshire za prince Fridricha Pruského (1911–1966), čtvrtého syna Viléma, německého korunního prince, a jeho manželky, vévodkyně Cecílie Meklenbursko-Zvěřínské, a vnuka Viléma II., německého císaře.
Měli pět dětí:
- Princ Fridrich Mikuláš (* 3. května 1946) se 27. února 1980 v Londýně nedynasticky oženil s ctihodnou Victorií Lucindou Mancroftovou (* 7. března 1952, dcera Stormonta Mancrofta, 2. barona Mancrofta). Má potomky.
  - Beatrice von Preussen (* 10. února 1981)
  - Florence von Preussen (* 28. července 1983) se provdala za ctihodného Jamese Tollemache (syn Timothyho Tollemache, 5. barona Tollemache) dne 10. května 2014. Má potomky:
    - Silvie Beatrice Selina Tollemacheová (* 2. března 2016)

  - Augusta Lily von Preussen (* 15. prosince 1986) se 19. září 2015 provdala za Caspara Helmorea. Mají jednoho syna:
    - Oto Fridrich Karel Helmore (* 11. srpna 2018)

  - Fridrich (Fritz) Stormont von Preussen (* 11. června 1990) se 25. května 2021 oženil s Mathildou (Tilly) Noel Johnsonovou (* 1989).
- Princ Andreas (* 14. listopadu 1947) se 2. ledna 1979 nedynasticky oženil s Alexandrou Blahovou (28. prosince 1947 - 8. září 2019). Má potomky:
  - Taťána von Preussen (* 16. října 1980) se 28. června 2014 provdala za Philipa Alana Womacka (* 1981). Mají tři děti:
    - Artur Fridrich Richard Womack (* 21. listopadu 2015)
    - Xenie Alexandra Selena Womacková (* 29. srpna 2020)
    - Amálie Marie Brigita Womacková (* 29. srpna 2020)

  - Fridrich Alexandr von Preussen (* 15. listopadu 1984) se 27. září 2020 oženil s Antalyou Nallovou-Cainovou (* 3. listopadu 1987, dcera Charlese Nall-Caina, 3. barona Brocketa).
- Princezna Viktorie Marina (* 22. února 1952) se 3. května 1976 provdala za Philippe Alphonse Achache (* 25. března 1945). Má potomky:
  - Jiří Jan Achache (* 8. června 1980)
  - František Maxmilián Fridrich Achache (* 30. dubna 1982)
- Princ Rupert (* 28. dubna 1955) se 5. ledna 1982 v Londýně nedynasticky oženil se Zibou Rastegarovou-Javaheriovou[1] (* 12. prosince 1954, do rodiny bohatých íránských průmyslníků[3]) a má problém:
  - Brigita von Preussen (* 24. prosince 1983)
  - Astrid von Preussen (* 16. dubna 1985)
- Princezna Antonia (* 28. dubna 1955), která se 3. února 1977 v kostele sv. Pavla v Londýně provdala za Charlese Wellesleyho, 9. vévodu z Wellingtonu. Má potomky.

Podruhé se provdala 3. června 1967 v Old Windsor v Berkshire za majora Anthonyho Patricka Nesse (1914–1993); neměli děti.